# Crimson Fox
Zorra Carmesí (en inglés, Crimson Fox) es un personaje ficticio, una superheroína que aparece en los cómics estadounidenses publicados por DC Comics. Las gemelas idénticas, Vivian y Constance D'Aramis compartían el rol de Crimson Fox para permitir que cada una tuviera algo de vida normal, aunque Vivian mostraba mucho más entusiasmo con su vida de superheroína. Crimson Fox apareció originalmente como parte de la Liga de la Justicia de Europa.

## Biografía del personaje
Las gemelas Vivien y Constance D'Aramis eran las hijas gemelas de Chantal D'Aramis, una investigadora de una empresa farmacéutica llamada Big Time, donde ayudó a desarrollar un nuevo perfume irresistible, pero tóxico. Sin saber de este peligro, Chantal siguió probando su perfume. Chantal se enamoró de André Monteau, jefe de su departamento, pero éste abandona la empresa y desaparece. Embarazada, Chantal se muda a Argel para dar a luz y criar a las hijas de André: las gemelas idénticas Vivian y Constance. Las niñas perdieron a su madre unos años más tarde a causa de un cáncer provocado por las pruebas con perfumes tóxicos, pero su padre reaparece. Había desaparecido para esconderse de Maurice Puanteur, el turbio propietario de Big Time, y ni siquiera sabía que Chantal estaba embarazada, de manera que al enterarse de la existencia de sus hijas, se hizo cargo de ellas. Cuando las gemelas llegaron a la adolescencia, André les reveló que Puanteur sabía de las propiedades cancerígenas del perfume, pero había obligado a sus empleados a continuar con la investigación y con ensayos humanos, y no hizo nada por advertir a su madre. Vivian y Constance querían más que una disculpa pública de Moriarity y juraron llevarle ante la justicia costase lo que costase. Para esto crearon una competidora, Revson, una compañía parisiense de perfumes (lo que tal vez pueda explicar el origen de sus poderes de feromonas), y así desenmascarar a la empresa de Puanteur y sacarla del negocio, pero cuando este fue a confrontarlas, disparó y mató a André y escapó. Siguiendo el ejemplo del Batman estadounidense, Constance y Vivian decidieron convertirse en superheroínas: Crimson Fox (La Renard Rouge o La Renard Rousse en francés).
Con el fin de facilitar sus acciones heroicas, las gemelas decidieron simular la muerte de Constance, de modo que una de ellas pudiera siempre operar como Crimson Fox  mientras la otra se encargaba de asistir a sus funciones de negocios. Los lectores de sus apariciones en cómics podrían distinguir fácilmente entre los dos debido al acento francés más pronunciado de Vivian. Vivian también fue mostrada siempre como más despreocupada y extrovertida que su hermana, mientras que Constance era más estudiosa y trabajadora. Pronto se unieron a la Liga de la Justicia Europa, y con el tiempo Vivian asumió el rol de Crimson Fox a tiempo completo mientras Constance se encargaba de manejar Revson.  
Vivian empezó una aventura amorosa con el también héroe Metamorfo,pero este romance terminó al poco tiempo cuando reapareció el exesposo de Vivian, Rene Lafayette, un antiguo ladrón maestro con el alias de Le Fantôme, y a quien creían muerto. Vivian decidió irse con Rene y los dos fingieron nuevamente sus muertes en una explosión. Ante esto, Constance, incrédula respecto a la muerte de su hermana, tuvo que asumir el manto del Crimson Fox y se unió a la Liga de la Justicia de América. Constance, ayudada por Metamorfo, empezó a buscar a su hermana y a Rene, solo para encontrarla secuestrada por su archienemigo Puanteur. Puanteur asesinó a Rene y se dispuso a matar simultáneamente a las gemelas, Metamorfo se vio obligado a elegir a cuál de las dos salvar, optando por salvar a Constance, de manera que Vivian murió a manos de Puanteur, en Justice League International (#104, octubre de 1995). Puanteur murió en el mismo número, acribillado por las balas de la policía local que llegó a ayudar. 
Constance se retiró de la Liga al poco tiempo, e intentó crear una nueva rama de la Liga de la Justicia Europa, reformada como La Fraternité de Justice et Liberté. Sin embargo, el equipo no sabía que la miembro Icemaiden había sido subrepticiamente reemplazada por la hija del supervillano The Mist. Esta nueva Mist asesinó a tres miembros del equipo, incluyendo a Constance, a quien cortó la garganta en Starman (vol. 2, # 38, enero de 1998).

### Un año después
Crimson Fox es mencionada en la serie limitada One Year Later (Un año después), que ocurre un año después de los eventos de Crisis infinita. En las páginas de Green Lantern (vol. 4, # 11, junio de 2006), se reveló que una nueva mujer ha tomado el manto del Crimson Fox, operando de nuevo como una superheroína francesa en París. La mujer asumió el rol a regañadientes, presionada por los Global Guardians, que estaban tras Linterna Verde.
La nueva Crimson Fox le dice a Hal Jordan que es la heredera de la fortuna de las D'Aramis, si bien se desconoce aún cuál es su relación específica con Vivian y Constance. 

## Poderes y habilidades
Las gemelas Crimson Fox originales tenían velocidad y agilidad sobrehumanas y podían emitir feromonas que estimulaban una atracción sexual intensa en los hombres. Sus guantes estaban equipados con mortales garras de acero. Después de la muerte de Vivian, Constance se retiró a su parte animal y desarrolló sentidos mejorados. 
La nueva Crimson Fox usa un traje similar equipado como el usado por la versión anterior y parece poseer poderes idénticos de feromonas.

## En otros medios

### Televisión
- Crimson Fox ha hecho múltiples apariciones sin diálogo en Liga de la Justicia Ilimitada. En la serie de televisión nunca especificó que era Crimson Fox. Suele vérsele caminando con otros miembros de la Liga y hablando con ellos, aunque su voz nunca se escucha, y también apareció luchando junto a otros miembros de la Liga de la Justicia, como en el episodio «Corazón Oscuro». En la figura de acción del personaje hecha basada en la serie, aparece como Vivian D'Aramis.
- Una versión alternativa y no identificada de Crimson Fox aparece en Powerless, interpretada primero por Atlin Mitchell en el episodio piloto «Wayne or Lose» y más tarde por Deanna Russo en episodios posteriores.[3][4][5]

### Juguetes
- Crimson Fox es una figura de acción de la línea de juguetes de Justice League Unlimited de Mattel como parte de un paquete de seis, pero no fue ampliamente distribuido. Mattel había planeado relanzarla como una figura individual, pero la línea fue cancelada antes de que pudiera volver a los estantes.